# Membras gilberti
Membras gilberti är en fiskart som först beskrevs av Jordan och Bollman, 1890.  Membras gilberti ingår i släktet Membras och familjen Atherinopsidae. IUCN kategoriserar arten globalt som livskraftig. Inga underarter finns listade i Catalogue of Life.